# Anjala
Anjala est ancienne municipalité  de Finlande de la vallée de la Kymi sur la rive ouest de la rivière Kymijoki. De nos jours, le territoire fait partie de Kouvola.

## Histoire
Le groupe de prière de Anjala est fondé à Elimäki en 1692, il se transforme en groupe paroissial en 1789. La paroisse devient indépendante en 1863. En 1975, Sippola fusionne avec Anjalankoski. L'ensemble devient une ville en 1977 puis est intégré à Kouvola en 2009.
En juin - juillet 2021, la ville connaît une vague de chaleur historique, avec 27 jours consécutifs à plus de 25°C. Les températures étaient par ailleurs plus hautes que la normale depuis le 30 mai.
Et ses sur la commune qu'est enterré le soldat Finlandais Vilho Rättö, Célèbre pour avoir été le premier soldat à recevoir la croix de Mannerheim et par ses exploits individuels pendant la guerre de continuation.

## Lieux et monuments
- Manoir d'Anjala
- Église d'Anjala (1756)
- Rapides Ankkapurha
- Cimetière de la famille Wrede af Elimä

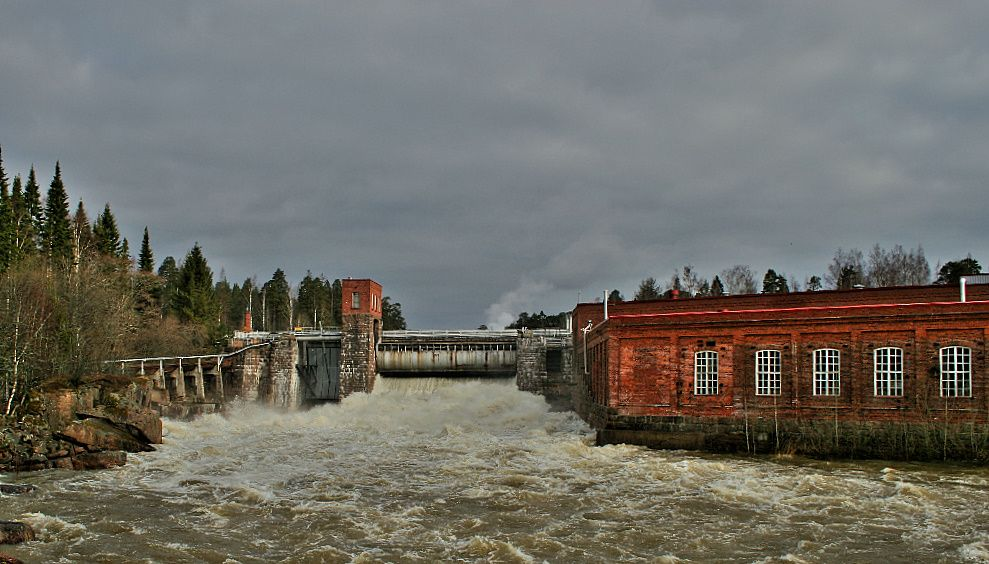
Rapides Ankkapurha.